# (6763) Кочины
(6763) Кочины (лат. Kochiny) — типичный астероид главного пояса, открыт 7 сентября 1981 года советским астрономом Людмилой Карачкиной в Крымской астрофизической обсерватории и 1 июня 1996 года назван в честь академиков АН СССР Николая Кочина и Пелагеи Кочиной.

## Обнаружение и именование
(6763) Кочины
Открыт 7 сентября 1981 года в Научном Л. Г. Карачкиной.
Назван в честь Николая Евграфовича Кочина (1901—1944) и его жены Пелагеи Яковлевны Кочиной (р. 1899), академиков и профессоров математики. Один из основоположников современной динамической метеорологии, Н. Е. Кочин внёс большой вклад в различные разделы аэродинамики, гидродинамики и теоретической метеорологии. Научные интересы П. Я. Кочиной были связаны с подземной гидродинамикой; она также является автором биографий Кочина, Ковалевской, Вейерштрасса и Миттаг-Леффлера. Название предложено А. А. Капицей.
Оригинальный текст (англ.)6763 Kochiny
Discovered 1981-09-07 by Karachkina, L. G. at Nauchnyj.
Named for Nikolaj Egrafovich Kochin (1901—1944) and his wife Pelageya Yakovlevna Kochina (b. 1899), both academicians and professors of mathematics. One of the founders of modern dynamical meteorology, N. E. Kochin made great contributions to various branches of aerodynamics, hydrodynamics and theoretical meteorology. The scientific interests of P. Y. Kochina have been in subterranean hydrodynamics; she is also the author of biographies of Kochin, Kovalevskaya, Weierstrass and Mittag-Leffler. Name proposed by A. A. Kapitsa.
Источники: DISCOVERY.DB; M.P.C. 27331.

## Физические характеристики
Из наблюдений телескопа VISTA следует, что астероид относится к таксономическому классу U.
По результатам наблюдений в видимом и ближнем инфракрасном диапазоне космического телескопа NEOWISE диаметр астероида оценивался равным 7,138±0,266 км. Согласно тем же источникам альбедо оценивается как 0,1659±0,0310 и 0,166±0,031.